# Freio aerodinâmico

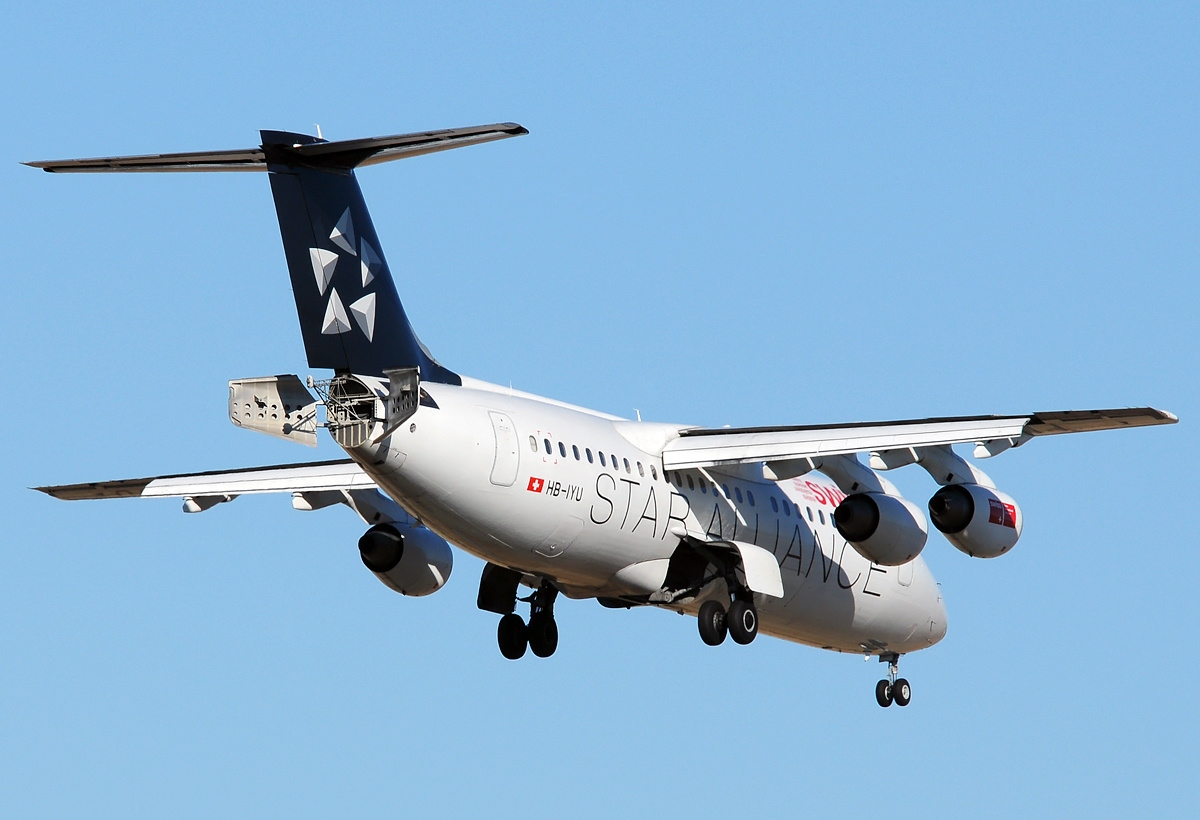
Freios aerodinâmicos na fuselagem traseira de um BAe 146 da Swiss International Air Lines

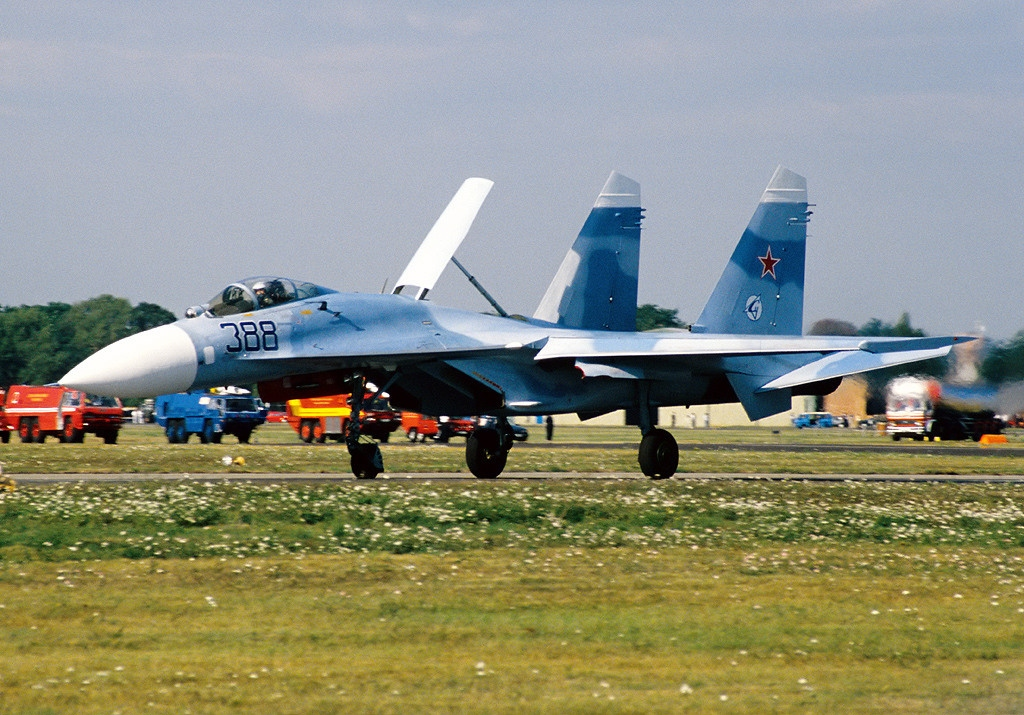
Painel de freio aerodinâmico implantado atrás da cabine de um Su-27S da Força Aérea Russa

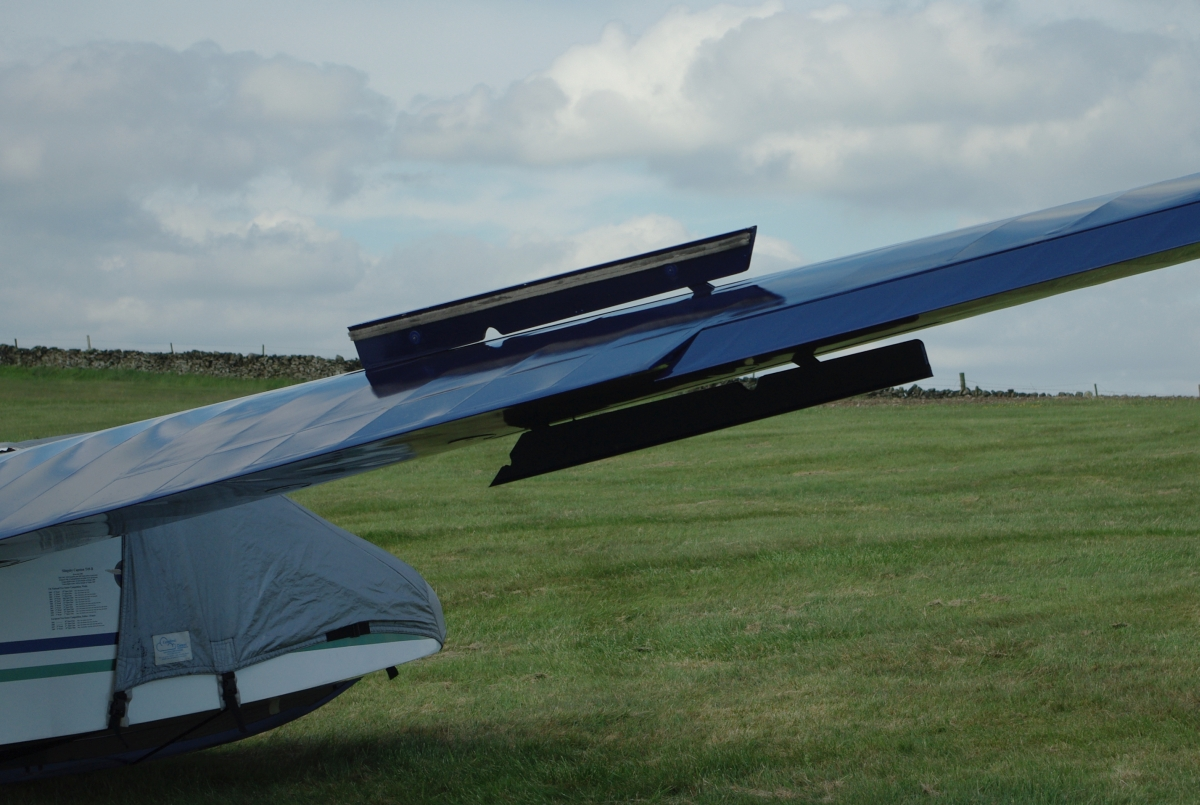
Freios aerodinâmico tipo DFS estendidos na asa do planador Capstan Slingsby

Na aeronáutica, freio (português brasileiro) ou travão aerodinâmico (português europeu), também chamado de freio de velocidade (em inglês: air brakes, speed brakes), é um tipo de superfície de controle de voo usada em uma aeronave para aumentar o arrasto ou aumentar o ângulo de aproximação durante o pouso. Os freios aerodinâmicos diferem dos spoilers porque são projetados para aumentar o arrasto enquanto fazem poucas alterações na sustentação, enquanto os spoilers reduzem a razão de planeio e exigem um ângulo de ataque maior para manter a elevação, resultando em uma velocidade de estol mais alta.
O primeiro freio aerodinâmico conhecido foi desenvolvido em 1931 e implantado nas escoras de suporte da asa. Pouco tempo depois, os freios aerodinâmicos localizados na parte inferior do bordo de fuga da asa foram desenvolvidos e se tornaram o tipo padrão de freio aerodinâmico por décadas.
Em 1936, Hans Jacobs, que chefiou a Deutsche Forschungsanstalt für Segelflug (DFS), organização de pesquisa de planadores da Alemanha nazista antes da Segunda Guerra Mundial, desenvolveu freios de mergulho auto-operantes do tipo lâmina, na superfície superior e inferior de cada asa, para planadores. A maioria dos primeiros planadores estavam equipados com spoilers nas asas para ajustar o ângulo de descida durante a aproximação para o pouso. Os planadores mais modernos usam freios aerodinâmicos que podem alterar a sustentação e aumentar o arrasto, dependendo de onde estão posicionados.
Frequentemente, as características dos spoilers e dos freios aerodinâmicos são desejáveis e combinadas — a maioria dos jatos de aviões modernos apresentam controles combinados de spoiler e freio aerodinâmico. No pouso, a implantação desses spoilers ("lift dumpers") causa uma perda dramática de sustentação e, portanto, o peso da aeronave é transferido das asas para o trem de pouso, permitindo que as rodas sejam freadas mecanicamente com muito menos chance de derrapagem. Além disso, o arrasto de forma criado pelos spoilers auxilia diretamente no efeito de frenagem. O reversor de empuxo também é usado para ajudar a desacelerar a aeronave após o pouso.
Praticamente todas as aeronaves a jato têm freio aerodinâmico ou, no caso da maioria dos aviões, sustentadores de spoilers que também atuam como freios aerodinâmicos. Aeronaves movidas a hélice se beneficiam do efeito de frenagem natural da hélice quando o motor é acelerado, mas aeronaves movidas a jato não têm esse efeito de frenagem inato e devem usar freios aerodinâmicos para controlar a velocidade de descida. Muitos dos primeiros jatos usavam paraquedas como freios aerodinâmicos na aproximação (Arado Ar 234, Boeing B-47) ou após o pouso (English Electric Lightning).
A aeronave de ataque naval da Marinha Real Britânica Blackburn Buccaneer projetada na década de 1950 tinha um cone de cauda que era dividido e podia ser aberto hidraulicamente para os lados para funcionar como um freio aerodinâmico variável. Também ajudava a reduzir o comprimento da aeronave no espaço confinado de um porta-aviões.
O F-15 Eagle, Sukhoi Su-27, F-18 Hornet e outros caças têm um freio aerodinâmico localizado logo atrás da cabine.

## Introdução
Um freio aerodinâmico é um painel em conformidade com a superfície de uma aeronave que pode ser aberto com pressão hidráulica a fim de criar arrasto, semelhante a spoilers que estão nas bordas das asas da aeronave e abrem em uma posição ascendente forçando o avião em direção ao solo. Freios aerodinâmicos são usados quando a aeronave precisa reduzir sua velocidade no ar, enquanto os spoilers só podem ser abertos quando o avião está se aproximando da pista e prestes a tocar o solo. Lift dumpers, um tipo de freio aerodinâmico, são montados na parte superior da fuselagem. Quando o painel é aberto, ele atua como um pequeno spoiler, empurrando suavemente a aeronave para baixo. Os flaps também aumentam o arrasto e diminuem a velocidade no ar, mas servem principalmente para reduzir a velocidade de estol, permitindo que a aeronave pouse em uma velocidade mais lenta.

## História

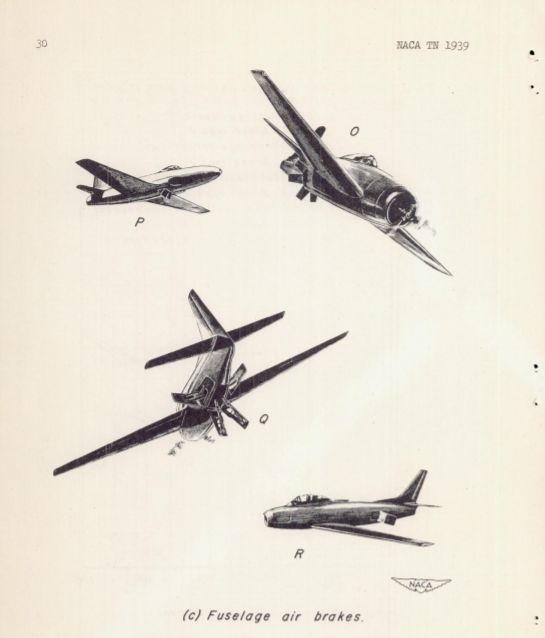
Ilustração da NACA de freios de velocidade de ar montados na fuselagem substituindo os painéis montados nas asas

Após a invenção do voo motorizado e o rápido desenvolvimento de aeronaves de asa fixa no início do século 20, os projetistas se empenharam por várias décadas para tornar os aviões mais rápidos do que antes. Uma meta universal para todos os fabricantes, por algum tempo, era atingir a velocidade do som (velocidade supersônica), aproximadamente 740 milhas por hora (mph). Além do desafio de desenvolver um motor capaz de produzir tal velocidade e evitar que a aeronave se partisse sob o estresse, uma grande preocupação era como manter a aeronave em voo estável e, em seguida, retorná-la à velocidade de voo normal utilizando um sistema de travagem mais forte.
Na década de 1930, os sistemas de freio aerodinâmico ainda usavam flaps simples, controlados manualmente por uma alavanca na cabine do piloto, com dispositivos mecânicos passando pelas asas. No entanto, para que os freios aerodinâmicos sejam eficazes em 740 mph, eles precisavam ser montados na fuselagem para melhorar o controle da asa e operados por meio de alguma forma de amortecedor ou sistema hidráulico, permitindo ao piloto puxar fisicamente uma alavanca para criar uma quantidade excessiva de resistência do ar.
O conceito de freios aerodinâmicos montados na fuselagem, ou freios de velocidade, se espalhou ao longo da década de 1930, tornando-se mais comum na década de 1940. Na década de 1930, os pilotos pousariam com o nariz do avião inclinado para cima em um ângulo de 45 graus para pousos curtos, a fim de efetuar uma desaceleração rápida. Com este método, "o arrasto ou resistência é aumentado em 300 por cento, e a distância necessária para pousar é reduzida a um terço da distância normal de parada". No entanto, havia uma necessidade urgente de desenvolver uma forma alternativa de reduzir drasticamente a velocidade no pouso, que não fizesse o piloto perder de vista o que estava à sua frente. Isso levou ao desenvolvimento de um novo sistema de freio aerodinâmico com flaps adicionais, montado na asa, que se abria em duas direções simultaneamente. Este projeto montado na asa permitiu que a área de superfície efetiva dos flaps fosse aumentada em 100 por cento para o pouso, produzindo substancialmente mais arrasto do que o projeto conceitual da fuselagem e resultando em uma redução mais acentuada na velocidade do ar. Isso significava que o piloto era capaz de ver a pista de pouso na frente da aeronave, pois não havia mais a necessidade de inclinar o nariz para cima em um ângulo íngreme próximo à velocidade de estol.
A taxa de desaceleração e de pé-libras da força aplicada a cada freio dependem de onde o freio está localizado. Os flaps de superfície superior e inferior posicionados ao longo das asas fornecem a curva de frenagem mais estável (comparando a força aplicada com a taxa de desaceleração), mas os flaps estão sujeitos a tensões maiores em velocidades teoricamente mais altas. Spoilers nas asas experimentam menos força, mas não podem desacelerar a aeronave em velocidades mais altas. As placas de freio montadas na fuselagem de uma aeronave experimentam muito mais força aplicada por polegada quadrada, mas também podem reduzir a velocidade da aeronave de maneira muito mais eficaz em velocidades mais altas quando usadas com alguma forma de freio auxiliar montado na asa. Com o uso de painéis montados ao longo do corpo do avião, as próprias placas de freio podem ser feitas mais espessas para suportar a maior quantidade de força aplicada a elas. Em teoria, os freios aerodinâmicos são cada vez menos úteis em altitudes muito elevadas porque a simples criação de mais área de superfície na aeronave não cria resistência suficiente ao ar devido a espessura da atmosfera terrestre em tais altitudes. De acordo com sua tecnologia, o coeficiente de arrasto para um mergulho vertical a 40 000 pés ou mais é muito para um simples freio aerodinâmico.

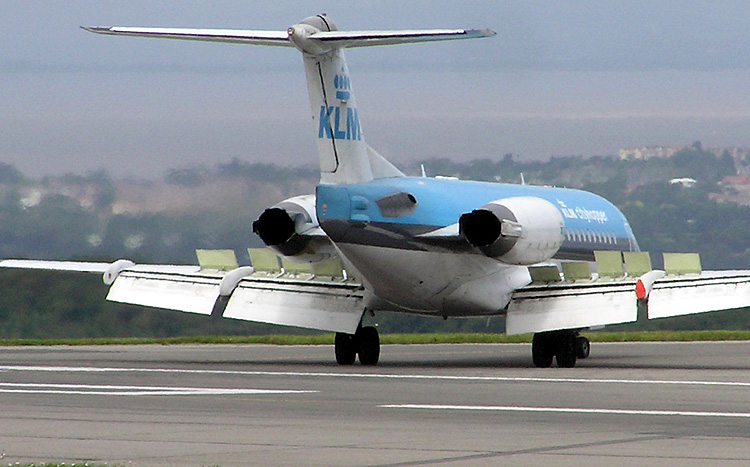
Fokker 70 da KLM aterrissando com freios de velocidade (parte superior da asa)

Antes da década de 1950, pesquisadores britânicos descobriram que diferentes padrões de arrasto eram produzidos pela alteração da forma dos freios aerodinâmicos e flaps testados. O uso de dois flaps por asa em aviões de caça militar, com um flap abrindo para cima e outro para baixo, permite a desaceleração mais rápida, mantendo o controle preciso do avião. Os flaps que se abrem para cima criam uma força decrescente, além de reduzir a velocidade do ar, forçando o avião em direção ao solo; inversamente, os flaps que se abrem para baixo criam uma força ascendente que empurra o nariz da aeronave para o ar. Freios aerodinâmicos montados em asas que se abrem em ambas as direções permitem que as forças opostas para cima e para baixo se cancelem, criando resistência que força a aeronave a desacelerar. Ao mesmo tempo, diferentes estilos de painel de freio estavam sendo testados para aeronaves a jato mais recentes. Um painel plano forneceria a maior resistência do ar, reduzindo assim a velocidade do ar de forma mais eficaz, mas a enorme quantidade de estresse no painel o tornava inadequado na época para voos de alta velocidade. Com as velocidades excessivas produzidas por um avião a jato, essas forças podem ser demais para os freios aguentarem. Além disso, sem a passagem de ar pelos painéis de freio, a menor turbulência ou mudança na pressão do ar pode desequilibrar a aeronave. Com placas de freio com fendas ou perfuradas, a distorção no fluxo de ar é bastante reduzida, tornando a aeronave mais estável ao frear em altas velocidades, mas ao custo da taxa de desaceleração. Quanto mais espaço aberto fornecido pelas placas, melhor será o controle da aeronave devido à quantidade reduzida de perturbação do fluxo de ar. Existem várias opções de placas de freio diferentes para aeronaves diferentes, cada uma com seu uso e propósito de projeto individual.

## Superfícies de controle divididas

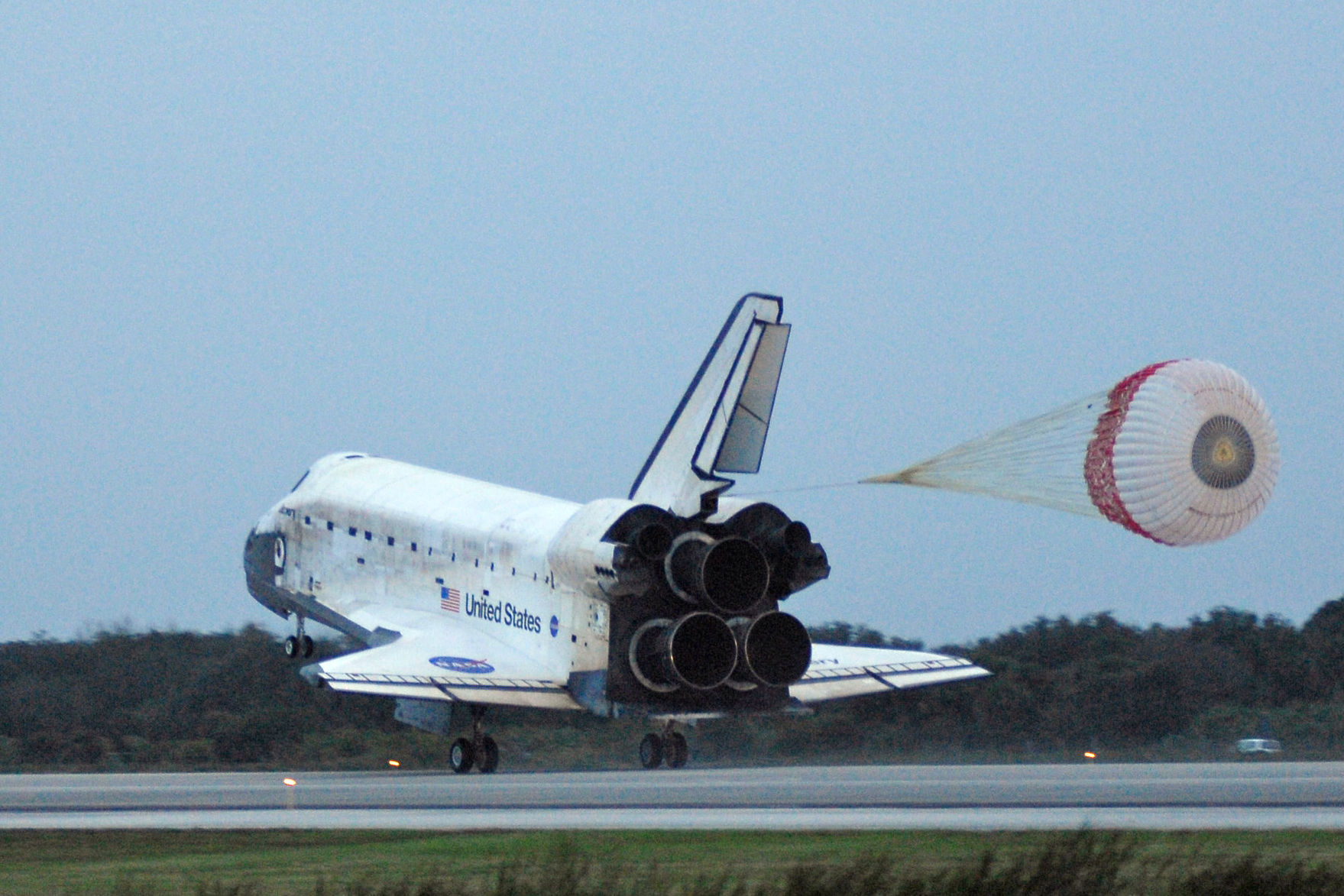
Space Shuttle Discovery na aterrissagem, mostrando seu leme aberto em modo de freio de velocidade

O deceleron é um aileron que funciona normalmente em voo, mas pode se dividir ao meio, de modo que a metade superior sobe enquanto a inferior desce para frear. Esta técnica foi usada pela primeira vez no F-89 Scorpion e desde então tem sido usada pela Northrop em várias aeronaves, incluindo o B-2 Spirit.
O ônibus espacial usava um sistema semelhante. O leme dividido verticalmente abria em forma de "concha" no pouso para funcionar como um freio de velocidade.